# Bundesautobahn 8
Bundesautobahn 8 (em português: Auto-estrada Federal 8) ou A 8, é uma auto-estrada na Alemanha.
A Bundesautobahn 8 tem 497 km de comprimento.

## Estados
Estados percorridos por esta auto-estrada:
- Sarre
- Renânia-Palatinado
- Baden-Württemberg
- Baviera